# Kohautia kimuenzae
Kohautia kimuenzae är en måreväxtart som först beskrevs av De Wild., och fick sitt nu gällande namn av Cornelis Eliza Bertus Bremekamp. Kohautia kimuenzae ingår i släktet Kohautia och familjen måreväxter. Inga underarter finns listade i Catalogue of Life.